# Teatro Municipal de Tacna
El Teatro Municipal de Tacna o popularmente conocida como «Teatro de Tacna», es un teatro situado en el centro de Tacna, Perú. Está ubicado frente a la Plaza MacLean y actualmente este teatro está siendo administrado por la Municipalidad Provincial de Tacna.

## Historia
En 1959 aparecen las actas del Municipio de Tacna todos los trámites que debió seguir el General Cesáreo Vargas Arguedas para lograr la autorización para la construcción del teatro.
En 1862 ya funcionaba con temporadas de teatro y opera. Los arquitectos quisieron reproducir la Scala de Milán sin la logia Pluvius, un piso y un par de puertas menos. El Terremoto de Arica de 1868 destruyó gravemente el teatro.
Fue entonces cuando Constantino Martínez del Pino, hijo político de «Don Cesáreo Vargas Arguedas», compró a sus cuñados las partes que le corresponde e inicio los trabajos de reconstrucción en 1870, este contaba con la dirección técnica de dos expertos ingenieros Miguel Beherthain (Francés) y Pablo Fernetti(Italiano), el edificio fue inaugurado por el entonces prefecto Don José Antonio de Pezet en 1871. Fue considerado como uno de los mejores de la costa del pacífico en su tiempo.
Después de la batalla del Alto de la Alianza, el Teatro Municipal sirvió de ambulancia para la atención de los heridos. Superada la emergencia, se convirtió en cuartel. En julio de 1882 estaba ocupado por las brigadas de la "artillería" chilena, que venían desde Mollendo hasta diciembre de 1884.
El 28 de diciembre de 1972 es declarado Patrimonio Histórico bajo Resolución Suprema N.°2900, por el Instituto Nacional de Cultura.

### Adquisición
La municipalidad de Tacna adquirió el Teatro Municipal, a la familia Vargas, primera propietaria del mismo. En la sesión de la Junta de Alcaldes del 16 de enero de 1885, el regidor Ángel Vega solicitó la reedificación del teatro. Se aprobó asignándole para ello 6 000 pesos, previa compra del inmueble.
El 25 de mayo de 1885 compró en 4 000 soles a Constantino Martínez del Pino el 42% de las acciones que le correspondían. Con la señora «Segunda Osorio viuda de Don Cesáreo Vargas», no pudo haber trato por lo excesivo de su oferta y por haberse reservado los vendedores los derechos que pudieran hacer valer ante el Supremo Gobierno por los perjuicios sufridos en la Guerra, con motivo de la ocupación de este edificio por fuerzas chilenas.
El intendente chileno, Vicente Prieto Puelma, amenazó con ordenar al procurador municipal iniciar gestiones para el remate público del Teatro por no admitir cómoda división. Finalmente, en la sesión del 30 de junio, la Municipalidad anunció haber comprado a los Vargas Osorio las acciones restantes.
De inmediato se convocó a licitación para la reconstrucción, ganándola Juan Gabba, que la había fijado en 21 500 pesos chilenos. El 1 de enero de 1886 se dieron por concluidos los trabajos de reconstrucción inaugurándose la obra con la presentación de la Compañía Lírica de la famosa Gatti.
A mediados de junio de ese año se comenta que con "...la terminación del espléndido coliseo, el barrio se ha hecho muy importante y a esto (se agrega) la instalación en los altos del Círculo Musical..." Por ello se comenzó a arreglar la plazuela hoy conocida como la Plaza MacLean.
El terremoto del 6 de junio de 1904 perjudico gravemente las estructuras, por ello, José Luis Mujica que había hecho los estudios del caso, fue comisionado por la Municipalidad para viajar a Santiago a comprar el material necesario para la refacción del teatro. El 8 de diciembre de 1905 se reabrió solemnemente el Teatro Municipal después de cuidadosos trabajos.
En el año 2022, con el fallecimiento de Luis Cavagnaro Orellana, la Municipalidad Provincial de Tacna anunció el renombramiento del Teatro Municipal de Tacna como "Teatro Municipal Doctor Luis Cavagnaro Orellana", además de la instalación de un busto conmemorativo del historiador en el Hall del Teatro
Actualmente, el Teatro Municipal de Tacna cuenta con un elenco de jóvenes actores que realizan diferentes eventos culturales, talleres y obras teatrales, dirigido hacia público aficionado.

## Descripción
Hoy el edificio presenta 3 niveles exhibe una fachada hecha de piedra de cantería. En su sala principal, se muestran muchas pinturas valiosas de estilo Barroco, que muestran a varios tacneños ilustres como el poeta Federico Barreto, el pintor Francisco Laso y el historiador Modesto Molina.
En su interior consta de un gran escenario a vista de los espectadores en el primer piso y balcones internos en el segundo y tercer piso.

## Conservación y Permanencia
El Teatro Municipal de Tacna ha pasado por muchas refacciones y reconstrucciones. Una de las más significativas fue la de 1885-1886, con la compra de este inmueble de Constantino Martínez del Pino y la señora Segunda Osorio viuda de Don Cesáreo Vargas, hacia aquella Municipalidad de Tacna (Ocupación Chilena).
Durante los últimos años, se ha remodelado las instancias internas y externas con respecto a los asientos, escenario, luces, servicios higiénico, pintura en la fachada, etc.

## Turismo
Es uno de los iconos más representativos de la ciudad de Tacna, es uno de los puntos turístico de la ciudad, por el cual el turismo es recurrente allá. Es también escenario para actos y conmemoraciones, ceremonias protocolares, talleres educativos, obras teatrales, eventos culturales, etc.